# Rudna Mała (Basse-Silésie)
Pour les articles homonymes, voir Rudna Mała.
Rudna Mała est une localité polonaise de la gmina de Wąsosz, située dans le powiat de Góra en voïvodie de Basse-Silésie.